# A Ki vagy, doki?-ban szereplő ellenségek listája
Itt a Doctor Who-n szereplő ellenségek listáját láthatod.
Az alábbiakban a spoilerek ellenére egyes neveket ROT13-s kódolással jeleztük.

## Legismertebb ellenségek
- Dalek
- Davros
- Dalek Császár
- Cyberman
- A Mester
- Szontárok
- Szilúrok
- Tengeri ördögök
- Jégharcosok
- A Síró Angyalok

## Megjelent ellenségek
Az alábbi lista azt tartalmazza, hogy melyik részben melyik ellenség szerepelt.

### Az első Doktor idejéből
| Rész cím                             | Ellenség(ek) neve(i)                      |
| ------------------------------------ | ----------------------------------------- |
| An Unearthly Child                   | Kal                                       |
| The Daleks                           | Dalekok                                   |
| The Edge of Destruction              | (nincs)                                   |
| Marco Polo                           | Tegana                                    |
| The Keys of Marnius                  | Yartek, A Voordok                         |
| The Aztecs                           | Tlotoxl, Ixta                             |
| The Sensorites                       | A második Eder/A harmadik Szenzorita      |
| The Reign of Terror                  | Robespierre                               |
| Planet of Giants                     | Az erdész                                 |
| The Dalek Invasion of Earth          | Dalekok                                   |
| The Rescue                           | A Koquillion/Bennett                      |
| The Romans                           | Didius, Nero, Poppaea                     |
| The Web Planet                       | Animus                                    |
| The Crusade                          | El Akir                                   |
| The Space Museum                     | A Morokok                                 |
| The Chase                            | Dalekok, Mechonoid                        |
| The Time Meddler                     | A Szerzetes                               |
| Galaxy 4                             | Drahvinok, Maaga                          |
| Mission to the Unknown               | Dalekok, A többi galaxis küldöttjei       |
| The Myth Makers                      | Kasszandra                                |
| The Daleks' Master Plan              | Dalekok, Mavic Chan, A Szerzetes, Kirksen |
| The Massacre of St Bartholomew's Eve | Catherine de Medici, Marshal Tavannes     |
| The Ark                              | A Monoidok                                |
| The Celestial Toymaker               | Az égi játékkészítő                       |
| The Gunfighters                      | Johnny Ringo                              |
| The Savages                          | Jano, az Elderek                          |
| The War Machines                     | Wotan, a háborúgépek                      |
| The Smugglers                        | Samuel Pike kapitány, Cherub, Edwards     |
| The Tenth Planet                     | A mondasi Cybermanok                      |

### A második Doktor idejéből
| The Power of the Daleks | Dalekok                                                              |
| ----------------------- | -------------------------------------------------------------------- |
| The Highlanders         | Grey ügyvéd                                                          |
| The Underwater Manece   | Zaroff professzor                                                    |
| The Moonbase            | Cybermanok                                                           |
| The Macra Terror        | Macrák                                                               |
| The Facless Ones        | Chameleonok                                                          |
| The Evil of the Daleks  | Dalekok, Theodore Maxtible                                           |
| The Tomb of Cybermans   | Cybermanok, Kaftan, Eric Klieg                                       |
| The Abominable Snowman  | A Nagyhatalmú Létforma, a robot Yeti                                 |
| The Ice Warriors        | A Jégharcosok                                                        |
| The Enemy of the World  | Ramón Salamander                                                     |
| The Web of Fear         | A Nagyhatalmú Létforma, a robot Yeti                                 |
| Fury from the Deep      | A gyom lény, Mr. Oak, Mr. Quill                                      |
| The Weel in Space       | Cybermanok                                                           |
| The Dominators          | A Quarkok, Rago, Toba                                                |
| The Mind Robber         | A kitaláció földjének mestere, Agy mester, Fehér robotok, Órakatonák |
| The Invasion            | Cybermanok, Tobias Vaughn                                            |
| The Krotons             | A Krotonok, Eelek                                                    |
| The Seeds of Death      | A Jégharcosok, Slaar                                                 |
| The Space Pirates       | Caven                                                                |
| The War Games           | A háborúk ura, Biztonsági főnök                                      |

### A harmadik Doktor idejéből
| Spearhead from Space         | A Nesztén tudat, Az autonok, Channing                                            |
| Doctor Who and the Silurians | A Szilúrok                                                                       |
| The Ambassadors of Death     | Carrington tábornok, James Quinlan, Dr. Bruno Taltalian, Reegan                  |
| Inferno                      | A primordok                                                                      |
| Terror of the Autons         | A Mester, Az autonok, A Nesztén tudat                                            |
| The Mind of Evil             | A Mester, A Keller-gép                                                           |
| The Claw of Axos             | Az Axosok                                                                        |
| Colony in Space              | A Mester, Dent kapitány (IMC)                                                    |
| The Dæmons                   | A Mester, Azal, Bok                                                              |
| Day of the Daleks            | Dalekok, Az ogronok, Az ellenőr                                                  |
| Curse of Paledon             | Hepesh főpap, Arcturus                                                           |
| The Sea Devils               | A Mester, Tengeri ördögök vezére                                                 |
| The Mutants                  | A Solos marsallja                                                                |
| The Time Monster             | A Mester                                                                         |
| The Three Doctors            | Omega, Gell guards                                                               |
| Carnival of Monsters         | A drashigok, Kalik                                                               |
| Frontier in Space            | A Mester, Az Ogronok, A Qnyrxek                                                  |
| Planet of the Daleks         | Dalekok                                                                          |
| The Green Death              | B.O.S.S. (Biomorphic Organisational Systems Supervisor), Óriás kukacsok, Stevens |
| The Time Warrior             | Linx (szontár), Irongron                                                         |
| Invasion of the Dinosaurs    | Sir Charles Grover, Whitaker professzor, Finch tábornok                          |
| Death to the Daleks          | Dalekok                                                                          |
| The Monster of Paledon       | Eckersley, Azaxyr                                                                |
| Planet of the Spiders        | A nagy Ő (The Great One), Nyolclábúak (nagy pókok)                               |

### A negyedik Doktor idejéből
| Robot                     | Think Thank, Hilda Winters, K1                                 |
| The Ark in Space          | A Wirrn                                                        |
| The Sontaran              | Styre (szontár), Styre robotja, Vural                          |
| Genesis of the Daleks     | Davros, Nyder, Dalekok                                         |
| Revenge of the Cybermans  | Cybermanok                                                     |
| Terror of the Zygons      | Zygonok, Skarasen (a Loch Ness-i szörny)                       |
| Planet of Evil            | Sorenson (mutáns)                                              |
| Pyramids of Mars          | Sutekh a pusztító, Robot múmiák, Marcus Scarman, Ibrahim Namin |
| The Android Invasion      | A kraalok                                                      |
| The Brian of Morbius      | Morbius, Mehendri Solon                                        |
| The Seeds of Doom         | Krynoidok, Harrison Chase, Scorby, Arnold Keeler               |
| The Masque of Mandagora   | A Mandagora Helix, Hieronymous, Federico báró                  |
| The Hand of Fear          | Eldrad                                                         |
| The Deadly Assassin       | A Mester, Goth                                                 |
| The Face of Evil          | Xoanon (mesterséges intelligencia)                             |
| The Robots of Death       | Taren Capel                                                    |
| The Talons of Weng-Chiang | Li H'sen Chang, Magnus Greel, Mr Sin                           |
| Horror of Fang Rock       | Rutanok                                                        |
| The Invisible Enemy       | A swarm, a nucleusok                                           |
| Image of the Fendahl      | Fendahl, Maximillian Stael                                     |
| The Sun Makers            | Az Adószedő (álember/gomba), Hade                              |
| Underworld                | Az Orákulum                                                    |
| The Invasion of Time      | Szontárok, Vardan, Kelner                                      |
| The Ribos Operation       | Graff Vynda-K                                                  |
| The Pirate Planet         | A kalózkapitány, Xanxia királynő                               |
| The Stones of Blood       | Diplos Cessairja                                               |
| The Androids of Tara      | Gracht Grendelje                                               |
| The Power of Kroll        | Kroll, Thawn, Ranquin                                          |
| The Armageddon Factor     | Az árnyék, A Fekete örző                                       |
| Destiny of the Daleks     | Dalekok, Davros, Movellan                                      |
| City of Death             | Scaroth                                                        |
| The Creature from the Pit | Adrasta                                                        |
| Nightmare of Eden         | Mandrelek, Tryst                                               |
| The Horns of Nimon        | A Nimon, Soldeed                                               |
| Shada (befejezetlen)      | Skagra, krargok                                                |
| The Leisure Hive          | Pangol, Nyugati ház                                            |
| Meglos                    | Meglos, a gaztekek, Grugger                                    |
| Full Circle               | A marshman                                                     |
| State of Decay            | Vámpírkirály, A háromvezér                                     |
| Warriors' Gate            | Rorvik kapitány                                                |
| The Keeper of Traken      | A Mester, Melkur                                               |
| Logopolis                 | A Mester                                                       |

### Az ötödik Doktor idejéből
| Castrolva                  | A Mester                                                             |
| Four to Doomsday           | Monarch, Persusion minisztere, Enlightenment minisztere              |
| Kinda                      | Mara (kígyó), Hindle, Dukkha                                         |
| The Visitation             | Terileptilek                                                         |
| Black Orchid               | George Cranleigh, Lady Cranleigh, Latoni                             |
| Earthshock                 | Cybermanok                                                           |
| Time-Flight                | A Mester, Plasmatonok                                                |
| Arc of Infinity            | Omega, Hedin tanácsos, az Ergon                                      |
| Snakecance                 | Mara                                                                 |
| Mawdryn Undead             | Fekete őrző, Mawdryn, Turlough (kihasznált)                          |
| Terminus                   | Fekete őrző, Eirak, Turlough (kihasznált)                            |
| Enlightenment              | Fekete őrző, Wrack, Mansell                                          |
| The King's Demons          | A Mester, Kamelion                                                   |
| The Five Doctors           | Borusa elnök, A Mester, Dalek, Cybermanok, Raston Harci Robot        |
| Warriors of the Deep       | Nilson, Icthar, Scibus, Tarpok, Maddox, A Myrka, Sauvix, Solow       |
| The Awakening              | A Malus, Sir George Hutchinson                                       |
| Frontios                   | A Gravis, A Tractators                                               |
| Resurrection of the Daleks | Dalekok, Davros, Lytton, Stien, Colonel Archer, Biochemistek, Kiston |
| Planet of Fire             | A Mester, Kamelion                                                   |
| The Caves of Androzani     | Sharaz Jek, Trau Morgus                                              |

### A hatodik Doktor idejéből
| The Twin Delemma         | Mestor, Gastropodok, Jacondanok                                         |
| Attack of the Cybermans  | Cybermanok, Lytton                                                      |
| Vengeance on Varos       | Sil, Quillam, The Chief Officer                                         |
| The Mark of the Rani     | A Mester, A Rani (Idő Lady)                                             |
| The Two Doctors          | Szontárok, Chessene, Shockeye, Dastari, Stike (szontár), Varl (szontár) |
| Timelash                 | The Borad, Maylin, Tekker                                               |
| Revelation of the Daleks | Davros, Dalekok                                                         |
| The Trial of a Time Lord | Valeyard                                                                |
| The Mysterious Planet    | Drathro, L1                                                             |
| Mindwarp                 | Sil, Kiv, Crozier                                                       |
| Terror of the Vervoids   | Vervoidok, Rudge, The Mogarianok                                        |
| The Ultimate Foe         | A Mester                                                                |

### A hetedik Doktor idejéből
| Time and the Rani               | A Rani (Idő Lady), Urak, A Tetrapok                                               |
| Paradise Towers                 | Kroagnon, A Caretaker főnöke                                                      |
| Delta and the Bannermen         | Gavrok, The Bannermen, Keillor                                                    |
| Dragonfire                      | Kane                                                                              |
| Remembrance of the Daleks       | Dalekok, Davros, George Ratcliffe, Mike Smith, Az Egyesület                       |
| The Happiness Patrol            | A boldogságőrjárat, Helen A, Kandymanok, Fifi (szörny)                            |
| Silver Nemesis                  | Cybermanok, Neo-Nácik, De Flores, The Neo-Nazis, Lady Peinforte, Richard Maynarde |
| The Greatest Show in the Galaxy | Ragnarok istenei, A bohóc vezér, A robot csápok                                   |
| Battlefield                     | Morgaine, A pusztító                                                              |
| Ghost Light                     | A fény, Josiah Samuel Smith                                                       |
| The Curse of Fenric             | Fenric, Millington parancsnok, A Ancient One                                      |
| Survival                        | A Mester, Gepárdemberek, A Kitlingek, Midge                                       |

### A nyolcadik Doktor idejéből
| Doctor Who-Within Enemy | A Mester |

### A kilencedik Doktor idejéből
| Rose                              | Autonok, A nesztén tudat              |
| The End of the World              | Cassandra_O'Brien.Δ17                 |
| The Unquiet Dead                  | Gelth                                 |
| Aliens in London/World War Three  | Szlitén család                        |
| Dalek                             | Dalek, Henry van Statten              |
| The Long Game                     | A Szerkesztő, Jagrafess               |
| Father's Day                      | Reapers                               |
| The Empty Child/The Doctor Dances | az Empty Child, nanogene              |
| Boom Town                         | Blon Fel-Fotch Passameer-Day Slitheen |
| Bad Wolf/The Parting of the Ways  | Dalek Császár, Dalekok                |

### A tizedik Doktor idejéből
| The Christmas Invasion                        | Sycorax, Roboformok                                   |
| New Earth                                     | Cassandra_O'Brien.Δ17, Sisters of Plenitude           |
| Tooth and Claw                                | Farkasember/A vendéglátó, A Brethrenok                |
| School Reunion                                | A krillitánok, Mr. Finch                              |
| The Girl in the Fireplace                     | Clockwork Droids                                      |
| Rise of the Cybermen/The Age of Steel         | Cybermanok (Párhozamos világ), John Lumic             |
| The Idiot's Lantern                           | A Vezeték                                             |
| The Impossible Planet/The Satan Pit           | A Bestia, Ood (Megszállt), Toby Zed (Megszállt)       |
| Love & Monsters                               | Abzorbaloff                                           |
| Fear Her                                      | Scribble teremtmény, Chloe Webber apja                |
| Army of Ghosts/Doomsday                       | Dalekok, A Skaro kultusz, Cybermanok, Torchwood 1     |
| The Runaway Bride                             | Racnossok Császárnője, Roboformok                     |
| Smith and Jones                               | Florence Finnegan, Slabok                             |
| The Shakespeare Code                          | A Carrionitek                                         |
| Gridlock                                      | Macrák                                                |
| Daleks in Manhattan/Evolution the Daleks      | A Skaro kultosz, Mr. Diagoras                         |
| The Lazarus Experiment                        | Richard Lazarus (mutáns)                              |
| 42                                            | A Torajii nap                                         |
| Human Nature/The Blood Family                 | A vércsalád, Robot-madárijesztők                      |
| Blink                                         | A Síró Angyalok                                       |
| Utopia/The Sound of Drums/The Last Time Lords | A Mester, Lucy Saxon, Toclafane, Jövőfaj              |
| Voyage of the Damned                          | Max Capricorn                                         |
| Partners of Crime                             | Matron Cofelia                                        |
| The Fires of Pompeii                          | A Pyrovile, Sibylline Nővérek                         |
| Planet of the Ood                             | Klineman Halpen                                       |
| The Sontaran Strategem/The Poison Sky         | Szontárok, Martha Jones klónja                        |
| The Doctor's Doughter                         | Cobb tábornok                                         |
| The Unicorn and the Wasp                      | Vespiform (Arnold Golightly)                          |
| Silence in the Libary/Forest of the Dead      | Vashta Nerada                                         |
| Midnight                                      | Midnight entity                                       |
| Turn Left                                     | A Szélhámos (nem jelenik meg), Időbogár, Szerencsejós |
| The Stolen Earth/The Journey's End            | Dalekok, Davros                                       |
| The Next Doctor                               | Cybermanok, Mercy Hartigan                            |
| Planet of the Daed                            | Stingrayek                                            |
| The Waters of the Mars                        | Az árvíz                                              |
| The End of Time                               | A Mester, Rassilion, Idő Lordok                       |

### A tizenegyedik Doktor idejéből
| The Eleventh Hour                        | A nulladik rab                                     |
| The Beast Below                          | Hawthorne                                          |
| Victory of the Daleks                    | Dalekok                                            |
| The Time of Angels/Flesh and Stone       | A Síró Angyalok                                    |
| The Vampires of Venice                   | Saturnynok                                         |
| Amy's Choice                             | Az Álom Lord, Eknodines (Csak álomban)             |
| The Hungry Earth/Cold Blood              | Alaya (szilúr), Restac (szilúr)                    |
| Vincent and the Doctor                   | Krafayis                                           |
| The Lodger                               | 79B Aickman Road (időgép)                          |
| The Pandorica Opens/The Big Bang         | A Szövetség, A Csend (láthatatlan), Kő Dalek       |
| The Christmas Carol                      | (nincs)                                            |
| The Impossible Astronaut/Day of the Moon | A Csend                                            |
| The Curse of the Black Spot              | (nincs)                                            |
| The Doctor's Wife                        | A Ház                                              |
| The Rebel Flesh/The Almost People        | Hús másolatok                                      |
| A Good Man Goes to War                   | Madame Kovarian, Manton ezredes, A Headless Egyház |
| Let's Kill Hitler                        | A Teselecta robot irányítói                        |
| Night Terrors                            | Óriás játék babák                                  |
| The Girl Who Waited                      | A Handbotok                                        |
| The God Complex                          | A Minataorusz                                      |
| Clossing Time                            | Cybermanok                                         |
| The Wedding of River Song                | Csend, Madame Kovarian                             |
| The Doctor, the Widow and the Wardrobe   | (nincs)                                            |
| Asylum of the Daleks                     | Dalekok                                            |
| Dinosaurs on a Spaceship                 | Salamon                                            |
| A Town Called Mercy                      | A Harcos, Kahler-Jex                               |
| The Power of Three                       | A Shakri                                           |
| The Angels Take Manhattan                | A Síró Angyalok                                    |
| The Snowman                              | A Nagyhatalmú Létforma, Walter Simeon, Jégnevelőnő |
| The Bells of Saint John                  | A Nagyhatalmú Létforma, Mrs. Kizzlet, Kanálfejűek  |
| The Rings of Akhaten                     | A Virrasztók, A Múmia, Akhaten (bolygó)            |
| Cold War                                 | Skaldak Nagymarsall (jégharcos)                    |
| Hide                                     | "The Crooked Man"                                  |
| Journey to the Centre of the TARDIS      | Idő-Zombik                                         |
| Crimson Horror                           | Mrs. Gilliflower                                   |
| Nightmare in Silver                      | Cyberman-ek, a Kiborg Tudat                        |
| The Name of the Doctor                   | A Nagyhatalmú Létforma, A Suttogók                 |
| The Day of the Doctor                    | Dalek-ok, zygon-ok                                 |
| The Time of the Doctor                   | Dalek-ok, Dalek bábok, Cyberman-ok, Síró Angyalok  |